# Lettres d'Hékanakht
Les lettres d'Hékanakht sont des documents datant de la fin de la XIe dynastie retrouvés sur le site de Deir el-Bahari en 1922 par une équipe du Metropolitan Museum of Art de New York.
Il s'agit d'une série de lettres écrites par un père à son fils :
| D37 · D37 | U36 | D28 | S38 | N29 | N35 · M3 · Aa1 · X1 | A1 | D21 | O1 | Z1 | A1 · B1 · Z2 | I9 | N35 · V30 | S29 | M17 | M17 | X1 · O49 |

dd(w) ḥm-kȝ Ḥqȝ-nḫt r prw=f n(y) Nbsy.t 
 « adressé par le prêtre funéraire Hékanakht à sa maisonnée de Nébesyt ».
L'auteur, Hékanakht, est prêtre du ka de Ipy et en tant que tel, a hérité de propriétés dont le revenu est censé couvrir les dépenses liées au culte funéraire dont il est chargé. L'une de ces propriétés est dans la région thébaine, d'autres près de Memphis. Cet éparpillement oblige Hékanakht à faire de fréquents et longs voyages dans le Nord. Pendant ces déplacements, Mersou, son fils aîné, administre la propriété et le remplace dans ses fonctions de prêtre funéraire. Hékanakht, de loin, continue à s'occuper de la gestion des terres et donne ses consignes par écrit à sa famille et s'inquiète de leur santé :
| D28 | S38 | N29 | N35 · M3 · Aa1 | N35 | G14 | X1 · I9 | M17 | Q3 | M17 | B1 | N35 | R4 · X1 | Q3 · X1 | B1 | M17 | G43 | V13 · N35 | W19 | M17 | Aa1 · Y2 |

ḥm-kȝ Ḥqȝ-nḫt (ḏdw) n mw.t=f Jpj (ḏdw) n Ḥtp.t : « jw=ṯn mj (j)ḫ ? » 
 « le prêtre funéraire Hékanakht (qui demande) à sa mère Ipi et à Hétépet : « Comment allez-vous ? » », tout comme on peut l'écrire de nos jours.
Ces lettres ont influencé Agatha Christie pour son roman La mort n'est pas une fin.